# Noon (Sprache)
Noon ist eine Sprache, die im Westen des Senegal gesprochen wird - speziell in der Region Thiès.
Zusammen mit den Sprachen Lehar, dem Saafi, dem Ndut und dem Palor ist sie Teil der Cangin-Sprachen, einer Untergruppe der westatlantischen Sprachen, die selbst der Sprachfamilie der Niger-Kongo-Sprachen angehören.
Andere Namen für das Noon sind None, Non und Serer-Noon.

## Offizieller Status
Wie 16 andere Sprachen (und weiteren, die noch kommen) hat das Noon einen offiziellen Status als Nationalsprache des Senegal erhalten.

## Sprecher
Nach den Angaben der senegalesischen Volkszählung von 2002 liegt die Zahl der Sprecher bei 29.825.

## Schrift
Das Noon verwendet das lateinische Alphabet zum Schreiben. Im Jahre 2005 regelte ein Dekret die Rechtschreibung des Noon.
| Buchstaben des Alphabets | Buchstaben des Alphabets | Buchstaben des Alphabets | Buchstaben des Alphabets | Buchstaben des Alphabets | Buchstaben des Alphabets | Buchstaben des Alphabets | Buchstaben des Alphabets | Buchstaben des Alphabets | Buchstaben des Alphabets | Buchstaben des Alphabets | Buchstaben des Alphabets | Buchstaben des Alphabets | Buchstaben des Alphabets | Buchstaben des Alphabets | Buchstaben des Alphabets | Buchstaben des Alphabets | Buchstaben des Alphabets | Buchstaben des Alphabets | Buchstaben des Alphabets | Buchstaben des Alphabets | Buchstaben des Alphabets | Buchstaben des Alphabets | Buchstaben des Alphabets | Buchstaben des Alphabets | Buchstaben des Alphabets | Buchstaben des Alphabets | Buchstaben des Alphabets | Buchstaben des Alphabets |
| ------------------------ | ------------------------ | ------------------------ | ------------------------ | ------------------------ | ------------------------ | ------------------------ | ------------------------ | ------------------------ | ------------------------ | ------------------------ | ------------------------ | ------------------------ | ------------------------ | ------------------------ | ------------------------ | ------------------------ | ------------------------ | ------------------------ | ------------------------ | ------------------------ | ------------------------ | ------------------------ | ------------------------ | ------------------------ | ------------------------ | ------------------------ | ------------------------ | ------------------------ |
| A                        | B                        | Ɓ                        | C                        | D                        | Ɗ                        | E                        | Ë                        | F                        | G                        | H                        | I                        | J                        | K                        | L                        | M                        | N                        | Ñ                        | Ŋ                        | O                        | P                        | R                        | S                        | T                        | U                        | W                        | Y                        | Ƴ                        | ʼ                        |
| a                        | b                        | ɓ                        | c                        | d                        | ɗ                        | e                        | ë                        | f                        | g                        | h                        | i                        | j                        | k                        | l                        | m                        | n                        | ñ                        | ŋ                        | o                        | p                        | r                        | s                        | t                        | u                        | w                        | y                        | ƴ                        | ʼ                        |